# 于曼
于曼（法語：Humain，法語發音：[ymɛ̃] ⓘ）是比利时瓦隆大区盧森堡省的一个村庄。于曼原为一独立市镇，1977年，于曼并入市镇马尔什昂法梅讷。